# Оћестово
Оћестово је насељено мјесто града Книна, у сјеверној Далмацији, Шибенско-книнска жупанија, Република Хрватска. Према прелиминарним подацима са последњег пописа 2021. године у месту је живело 78 становника.

## Географија
Налази се 5 км сјеверозападно од Книна, код ријеке Крке.

## Историја
Оћестово се од распада Југославије до августа 1995. године налазило у Републици Српској Крајини.

## Култура
У Оћестову се налази храм Српске православне цркве Св. Недјеље из 1960. године, која је 2005. постала женски манастир. У овом мјесту је 1806. године рођен епископ Стефан Кнежевић.

## Становништво
Према попису из 1991. године, Оћестово је имало 351 становника, од чега 348 Срба, 1 Хрвата и 2 остала. Према попису становништва из 2001. године, насеље је имало 160 становника. Према попису становништва из 2011. године, насеље Оћестово је имало 144 становника.
| Националност       | 1991. | 1981. | 1971. | 1961. |
| Срби               | 348   | 374   | 546   | 653   |
| Југословени        |       | 81    | 7     |       |
| Хрвати             | 1     |       |       | 1     |
| Словенци           |       |       | 1     |       |
| остали и непознато | 2     |       | 4     |       |
| Укупно             | 351   | 455   | 558   | 654   |

| Демографија | Демографија | Демографија |
| Година      | Становника  | Становника  |
| ----------- | ----------- | ----------- |
| 1961.       | 654         |             |
| 1971.       | 558         |             |
| 1981.       | 455         |             |
| 1991.       | 351         |             |
| 2001.       | 160         |             |
| 2011.       |             | 144         |

## Попис 1991.
На попису становништва 1991. године, насељено место Оћестово је имало 351 становника, следећег националног састава:
| Попис 1991.‍  | Попис 1991.‍  | Попис 1991.‍ | Попис 1991.‍ | Попис 1991.‍ |
| ------------ | ------------ | ----------- | ----------- | ----------- |
|              |              |             |             |             |
| Срби         | Срби         |             | 348         | 99,14%      |
| Хрвати       | Хрвати       |             | 1           | 0,28%       |
| неопредељени | неопредељени |             | 1           | 0,28%       |
| непознато    | непознато    |             | 1           | 0,28%       |
| укупно: 351  |              |             |             |             |

## Презимена
- Бједов — Православци, славе Ђурђевдан
- Буцало — Православци, славе Ђурђевдан
- Вукојевић — Православци, славе Ђурђевдан
- Касум — Православци, славе Ђурђевдан
- Кнежевић — Православци, славе Ђурђевдан
- Лошић — Православци, славе Ђурђевдан
- Перић — Православци, славе Ђурђевдан
- Рапо — Православци, славе Ђурђевдан
- Тањга — Православци, славе Ђурђевдан
- Ћулум — Православци, славе Никољдан
- Шолаја — Православци, славе Ђурђевдан

## Знамените личности
- Стефан Кнежевић, епископ Српске православне цркве
- Драган Тањга, пуковник СВК, начелник штаба 7. сјевернодалматинског корпуса СВК